# Александърс Цауня
Александърс Цауня (на латвийски: Aleksandrs Cauņa) е латвийски футболист, полузащтиник. Най-известен като футболист на ЦСКА (Москва). Има 45 мача и 12 гола за националния отбор на Латвия.

## Кариера
Цауня започва кариерата си във ФК Олимп. След половин сезон е купен от Сконто – отборът, в който е играл като юноша. От 2007 е твърд титуляр. Същата година става и най-добър млад играч в Латвия.
През 2009 е взет под наем от втородивизионния английски ФК Уотфорд, но изиграва едва 5 мача и вкарва 1 гол. След като се връща в Сконто става шампион на страната. От 2011 играе под наем за ЦСКА Москва.
Дебюта си в шампионата на Русия прави срещу Рубин Казан на 17 април 2011. Изиграва само 7 минути в шампионата на Русия, преди да бъде закупен от „армейците“. Цауня почти не започва като титуляр, но изигава 13 срещи в първенството. Латвиецът вкарва и гол – срещу Трабзонспор в шампионската лига. През сезон 2012/13 играе като опорен полузащитник, но е изместен от шведите Понтус Вернблум и Расмус Елм. През лятото на 2013 г. получава тежка травма, от която се възстановява дълго време. В резултат на това Цауня губи мястото си в ЦСКА и играе крайно рядко.
През 2017 г. преминава в тима на РФШ.